# Буханевич Олександр Миколайович
Буханевич Олександр Миколайович, член НСНУ, державний радник податкової служби 2-го рангу (08.2009); Державна податкова адміністрація України, перший заступник Голови (03.2008-03.2010).

## Біографія
Народився 25 лютого 1977 (село Печанівка, Дзержинський район, Житомирська область); українець; дружина Оксана Василівна (1977); син Костянтин (1998) — студент.
Освіта: Національна юридична академія України імені Ярослава Мудрого (1999), «Правознавство»; Європейський університет фінансів, інформаційних систем, менеджменту і бізнесу (2002–2004), «Облік і аудит».
- 09.1994-06.1999 — студент Національної юридичної академії України імені Ярослава Мудрого.
- 08.-12.1999 — старший слідчий прокуратури міста Житомира.
- 01.2000-02.2004 — викладач, заступник декана правничого факультету Національного університет «Острозька академія», місто Острог Рівненської області.
- 02.-12.2004 — голова правління Хмельницької регіональної правозахисної громадської організації «Народна довіра».
- 12.2004-04.2005 — секретар Нетішинської міськради.
- 04.2005-07.2006 — керівник апарату, 27 липня 2006-09 листопада 2007 — голова Хмельницької облдержадміністрації[4][5].

Був членом Ради національної безпеки і оборони України (05.-11.2007).
Державний службовець 2-го рангу (05.2007).

## Джерело
- Довідка [Архівовано 15 травня 2022 у Wayback Machine.]